# Sergio Persia
Sergio Persia (La Spezia, 6 settembre 1921 – 15 agosto 2009) è stato un calciatore italiano, di ruolo terzino.
Era noto come Persia II, per distinguerlo dal fratello Wando, suo compagno di squadra nel Vigili del Fuoco di La Spezia.

## Carriera
Venne ingaggiato dai Vigili del Fuoco di La Spezia, proveniente dal disciolto Dopolavoro Dipendenti Municipali La Spezia. Con i bianconeri vinse il Campionato Alta Italia 1944, nel quale giocò 11 partite senza mai segnare.
La stagione seguente, la Serie B-C Alta Italia 1945-1946, disputò in prestito tra le file dell'Ausonia La Spezia, chiudendo la stagione al penultimo posto del Girone A.
Successivamente giocò 33 partite in Serie B con la maglia del Parma e 86 partite fra Serie C ed IV Serie con la maglia dell'Acireale.

## Palmarès
- Campionato Alta Italia: 1

VV.FF. Spezia: 1944